# Famenne Ardenne Classic
La Famenne Ardenne Classic est une course cycliste belge d'un jour partant et arrivant à Marche-en-Famenne. Créé en 2017, cette semi-classique fait partie du calendrier de l'UCI Europe Tour en catégorie 1.1.
En 2019, les trois semi-classiques, à savoir l'Eurométropole Tour, la Famenne Ardenne Classic et Binche-Chimay-Binche se regroupent pour se dérouler sur une période de quatre jours. Cela leur permet de mutualiser les coûts et d'attirer de meilleures équipes dans les Ardennes. Les courses ont lieu en octobre, une semaine après les mondiaux et une semaine avant le Tour de Lombardie et Paris-Tours. 
À partir de 2024, la course est organisée à la fin du mois d'avril, le dimanche suivant Liège-Bastogne-Liège, se dissociant de facto des deux courses wallonnes énumérées ci-dessus.
Cette course parcourt le nord de la province de Luxembourg avec une brève incursion en province de Namur. Marche-en-Famenne est la ville de départ et d'arrivée. Le tracé se situe dans les régions géologiques vallonnées de Famenne, de Calestienne et d'Ardenne.

## Palmarès
| Année                 | Vainqueur        | Deuxième            | Troisième        |
| --------------------- | ---------------- | ------------------- | ---------------- |
| 2017                  | Moreno Hofland   | Emiel Vermeulen     | Maxime Vantomme  |
| 2018                  | Guillaume Boivin | Quentin Pacher      | Danny van Poppel |
| 2019                  | Dimitri Claeys   | Baptiste Planckaert | Timo Roosen      |
| 2020-2021 Non-disputé |                  |                     |                  |
| 2022                  | Axel Zingle      | Amaury Capiot       | Oliver Naesen    |
| 2023                  | Arnaud De Lie    | Kaden Groves        | Florian Sénéchal |
| 2024                  | Arnaud De Lie    | Axel Zingle         | Maxim Van Gils   |
| 2025                  |                  |                     |                  |